# روي آدامز
روي آدامز (31 يناير 1989 في جنوب أفريقيا - ) (بالإنجليزية: Roy Adams)‏ هو لاعب كريكت جنوب أفريقي.

## وصلات خارجية
- روي آدامز على موقع إي آس بي آن كريك إنفو (الإنجليزية)